# モントリオール地下鉄グリーンライン
グリーンライン（英語: Green Line, フランス語: Ligne verte）は、カナダケベック州モントリオールにあるモントリオール地下鉄の路線である。アングリニョン駅とオノレ・ボーグラン駅を結んでいる。路線番号は1号線。フランス語ではリーニュ・ヴェルトゥ。

## 概要
1966年にトロントに次ぐカナダ2番目の地下鉄路線としてアトウォーター駅とパピヌー駅間が開通。モントリオールを東西に結ぶ路線である。1976年にオリンピックの開催に合わせてオノレ・ボーグラン駅、1978年にアングリニョン駅まで延伸している。全区間が地下区間となっている。

## 駅
※マークのある駅は世界最大のモントリオール地下街を形成し、相互に地下街を通じて行き来が可能である。
| 駅                                     | 営業キロ | 開通年 | 接続路線、施設 |
| -------------------------------------- | -------- | ------ | --- |
| アングリニョン駅(Angrignon)            | 0.0      | 1978年 | |
| モンク駅 (Monk)                        |          | 1978年 | |
| ジョリカー駅(Jolicoeur)                |          | 1978年 | |
| ヴェルダン駅(Verdun)                   |          | 1978年 | |
| デゥ・レグリス駅(De L'Église)          |          | 1978年 | |
| ラ・サール駅(LaSalle)                  |          | 1978年 | |
| シャルルボワ駅(Charlevoix)             |          | 1978年 | |
| リオネル・グルー駅 (Lionel-Groulx)     |          | 1978年 | ■オレンジライン、アトウォーター市場                                                                               |
| アトウォーター駅(Atwater)              |          | 1966年 | アレクシス・ニオン・プラザ、ドーソン・カレッジ                                                                    |
| ギー・コンコルディア駅(Guy-Concordia)  |          | 1966年 | コンコルディア大学、モントリオール美術館                                                                          |
| ピール駅(Peel)※                        |          | 1966年 | マギル大学、モントリオール地下街                                                                                  |
| マギル駅(McGill)※                      |          | 1966年 | ■AMT(近郊列車)・VIA鉄道・アムトラック・モントリオール中央駅、モントリオール地下街、マギル大学                     |
| 芸術広場駅(Place-des-Arts)※            |          | 1966年 | モントリオール現代美術館、モントリオール地下街、ケベック大学モントリオール校                                      |
| サン・ローラン駅(Saint-Laurent)        |          | 1966年 | 笑いの博物館 |
| ベリ・UQAM駅(Berri-UQAM)               |          | 1966年 | ■オレンジライン、■イエローライン モントリオール・バスターミナル、ケベック大学モントリオール校、ケベック州立図書館 |
| ボードリー駅(Beaudry)                  |          | 1966年 | ゲイビレッジ |
| パピヌー駅(Papineau)                   |          | 1966年 | |
| フロントナック駅(Frontenac)            |          | 1966年 | |
| プレフォンテーン駅(Préfontaine)        |          | 1976年 | |
| ジョリエット駅(Joliette)               |          | 1976年 | |
| ピー・ヌフ駅(Pie-IX)                   |          | 1976年 | ピー・ヌフBRT、モントリオール植物園                                                                               |
| ヴィオー駅(Viau)                       |          | 1976年 | オリンピック・スタジアム、バイオドーム、スタッド・サプト、オリンピック選手村                                      |
| アソンプシオン駅(Assomption)           |          | 1976年 | |
| キャデラック駅(Cadillac)               |          | 1976年 | |
| ランジェリエ駅(Langelier)              |          | 1976年 | |
| ラディソン駅(Radisson)                 |          | 1976年 | |
| オノレ・ボーグラン駅(Honoré-Beaugrand) | 22.1     | 1976年 | |

## ギャラリー

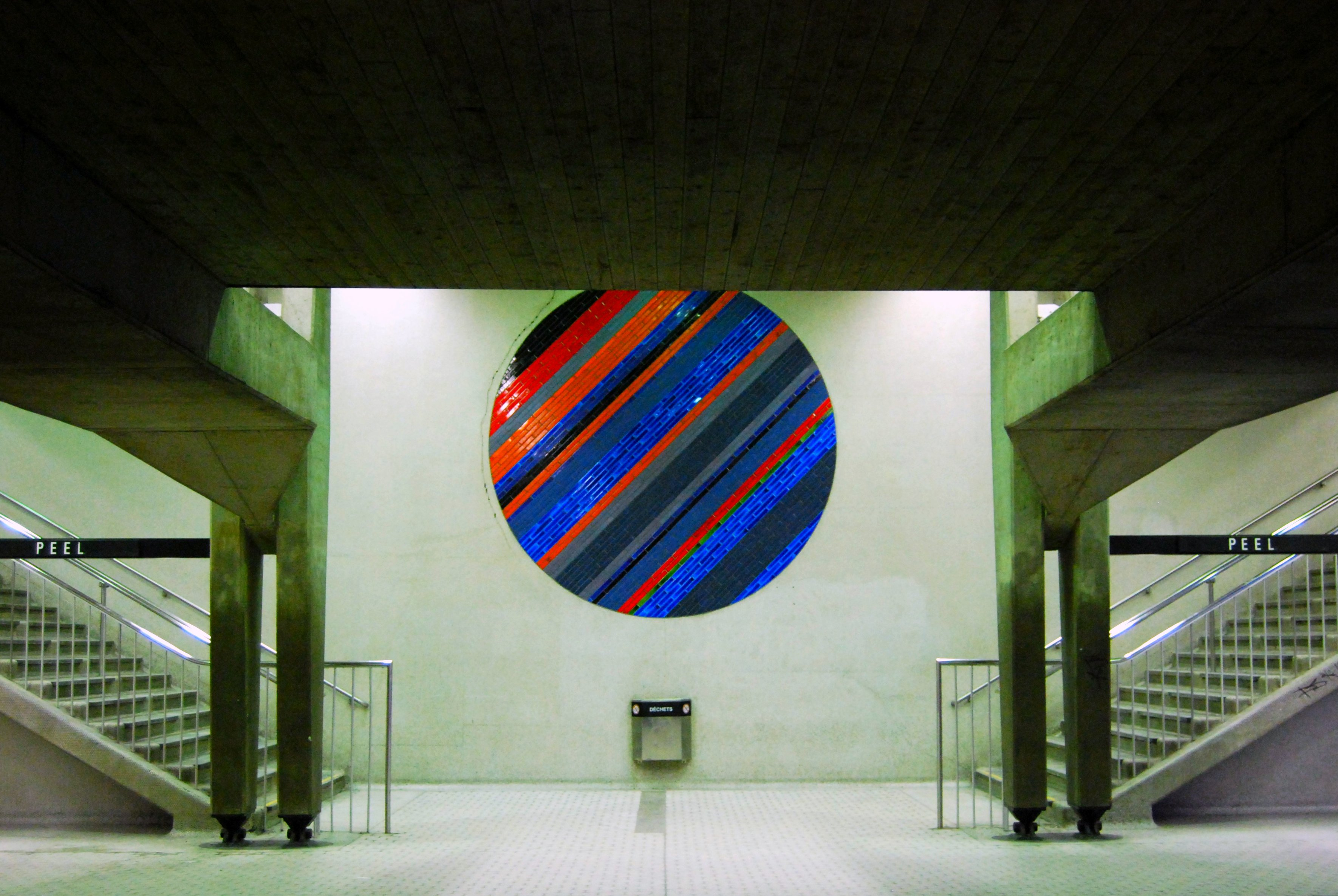
ピール駅の装飾
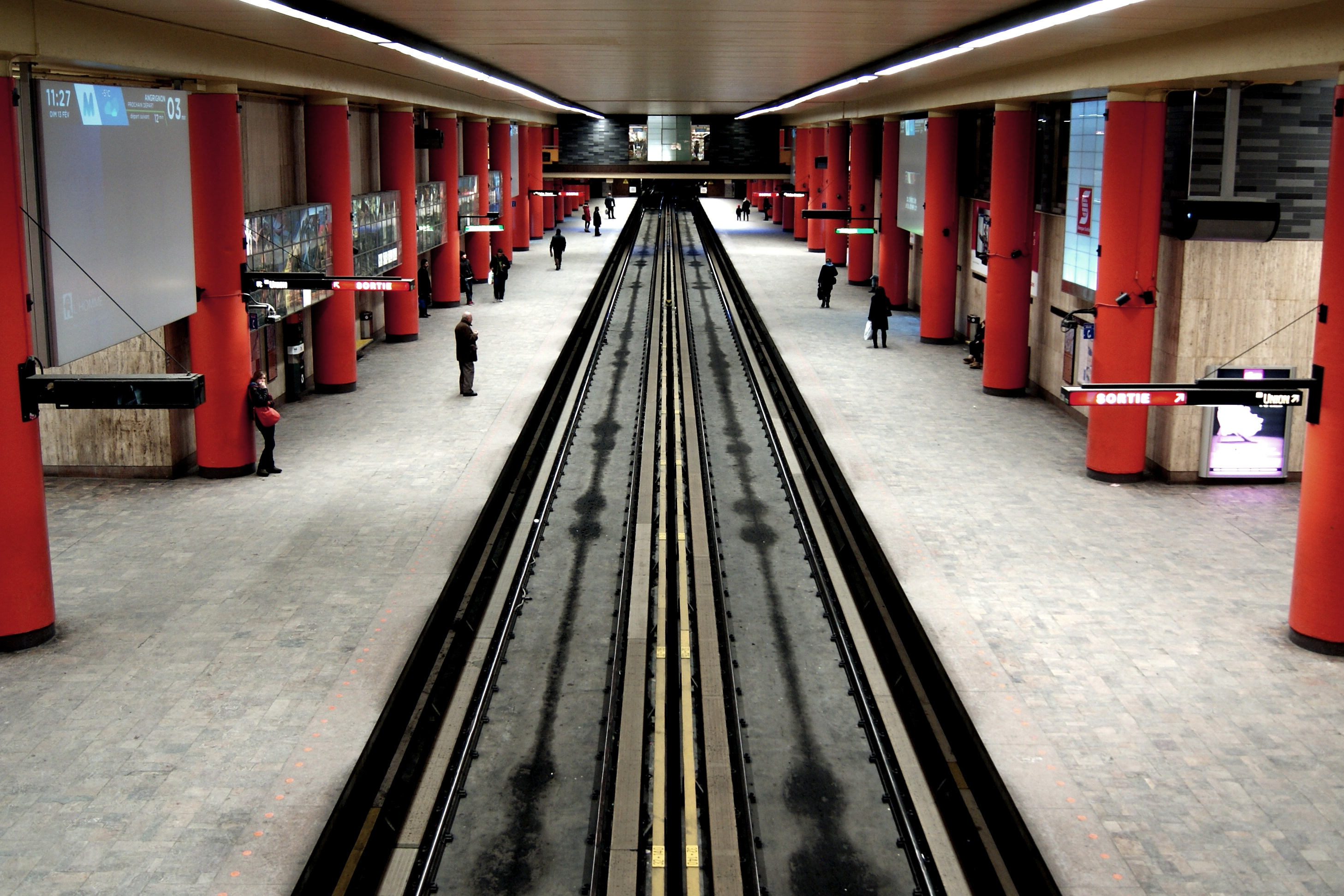
マギル駅
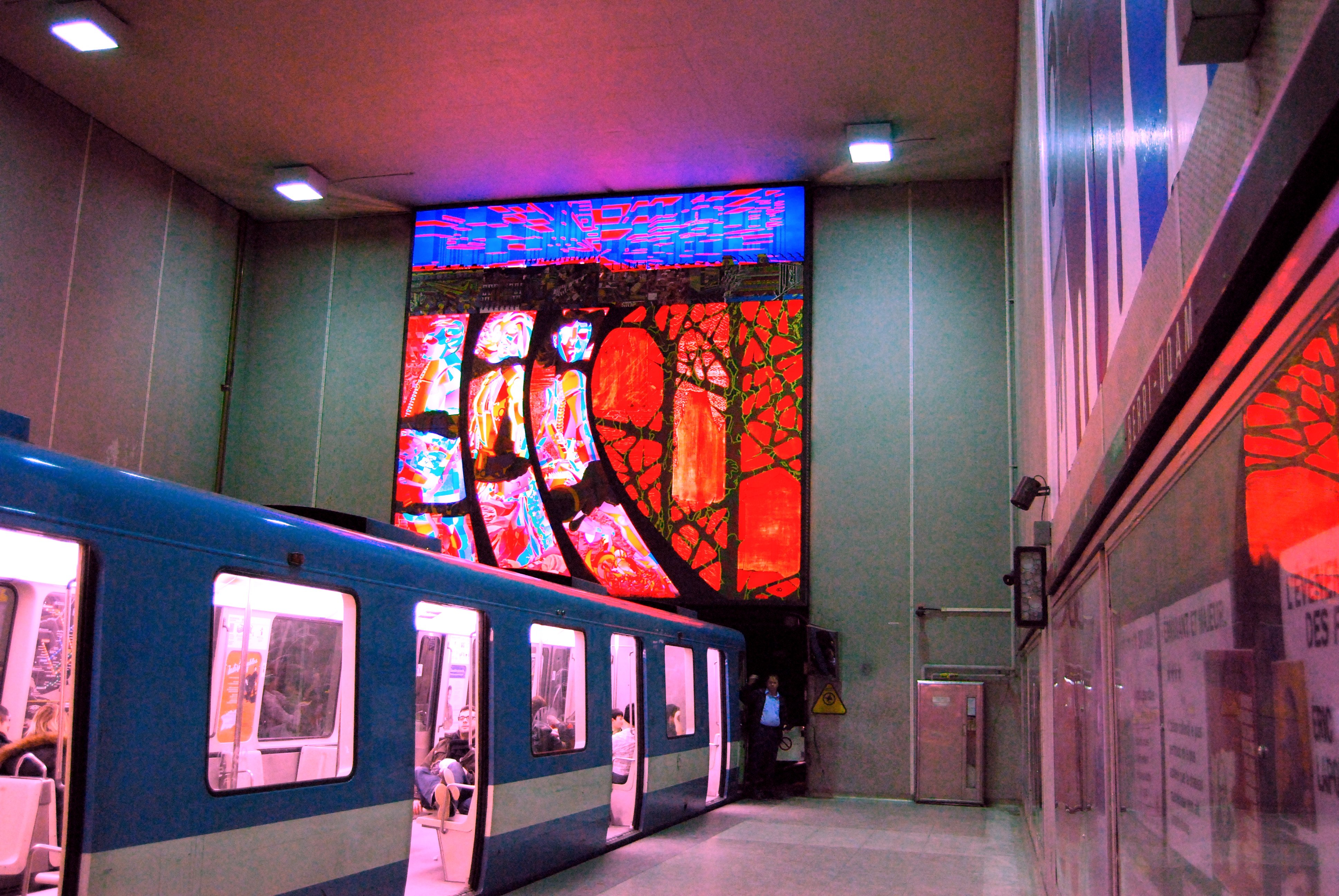
ベリUQAM駅のステンドグラス
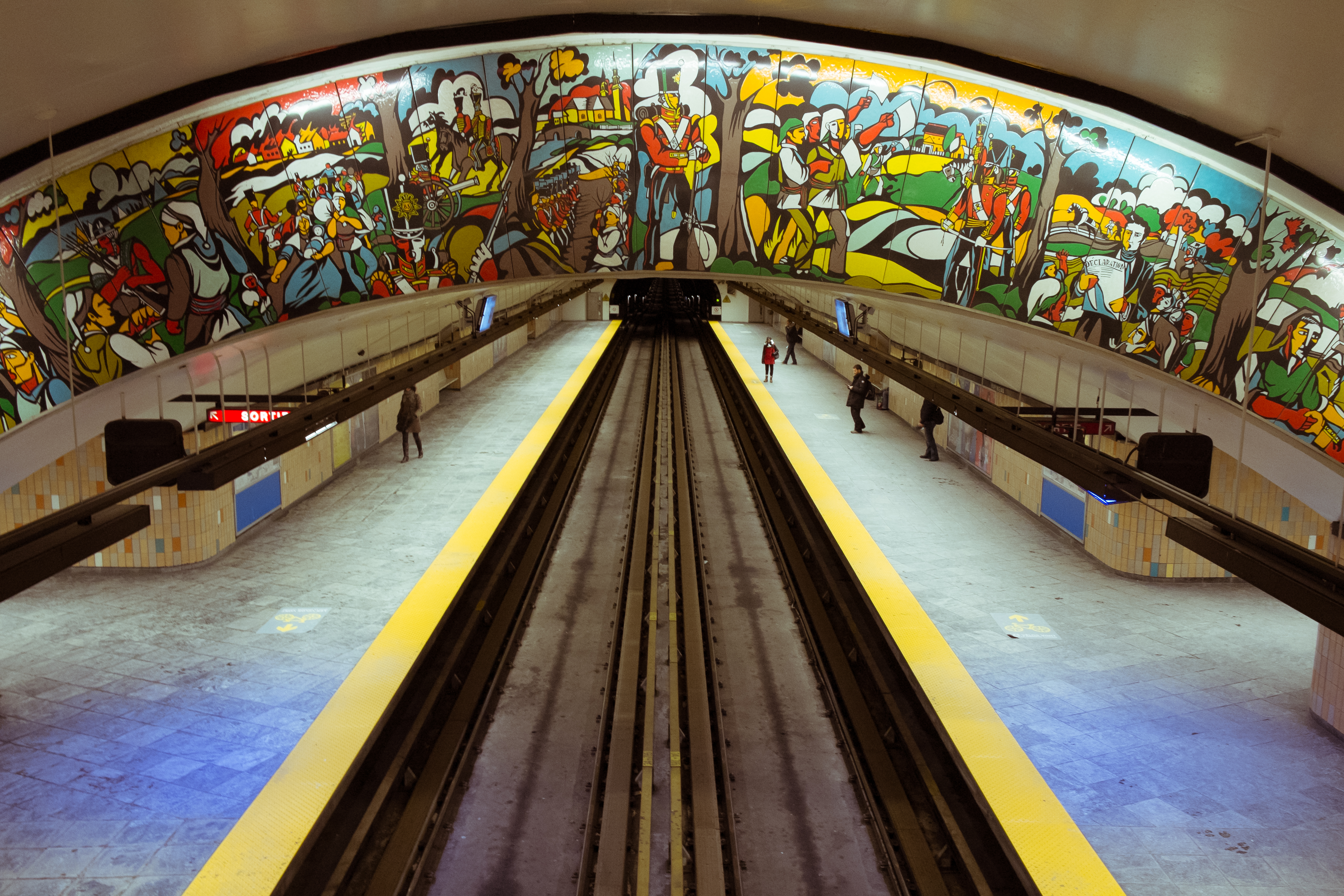
パピヌー駅
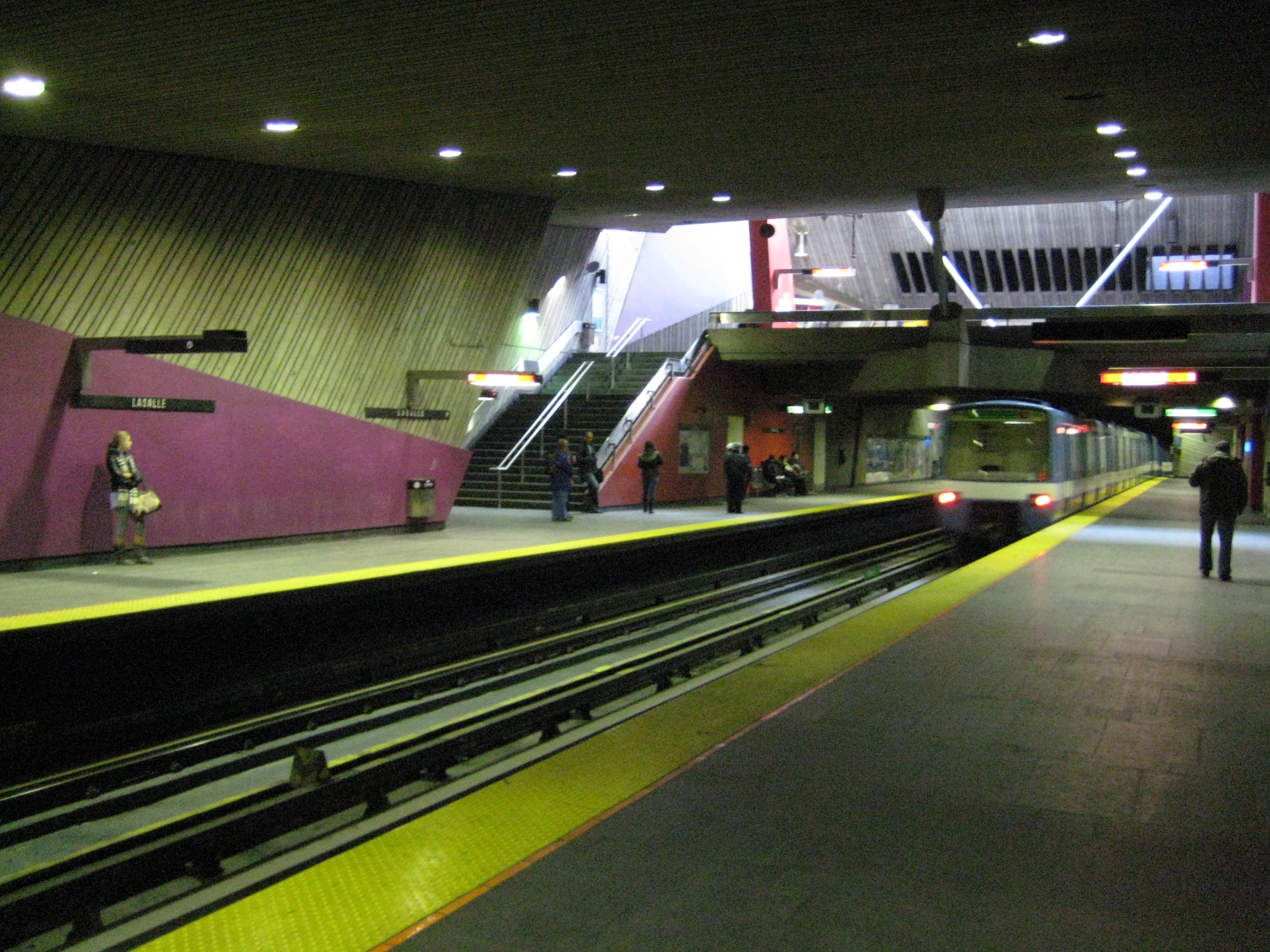
ラ・サール駅
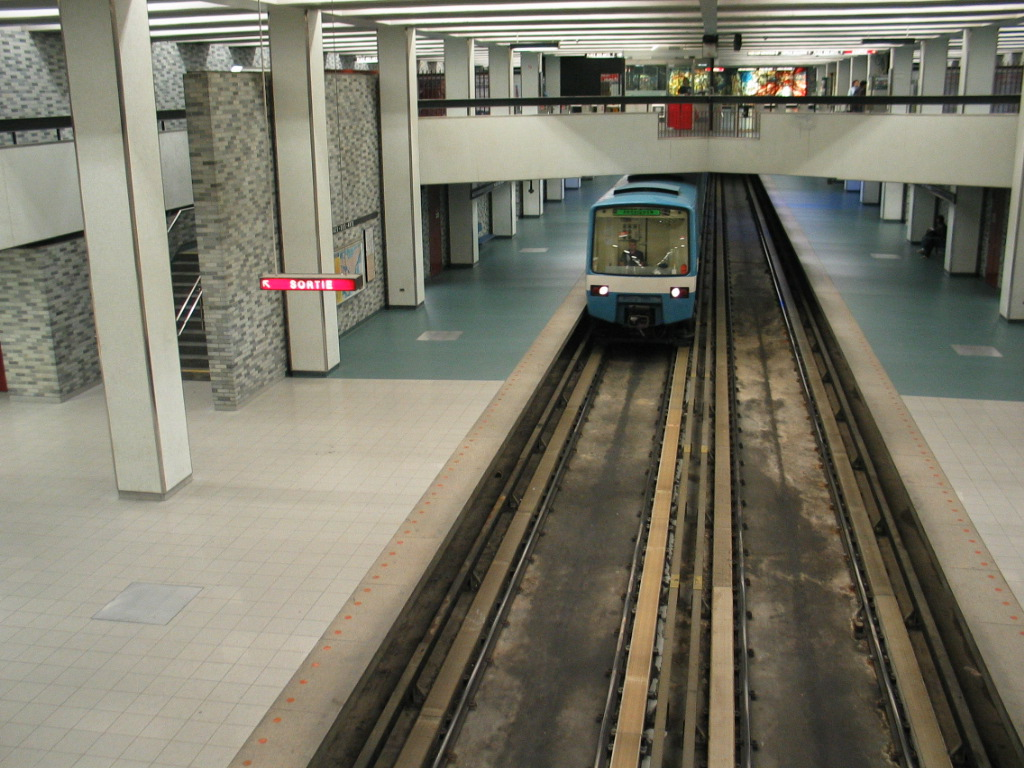
芸術広場駅
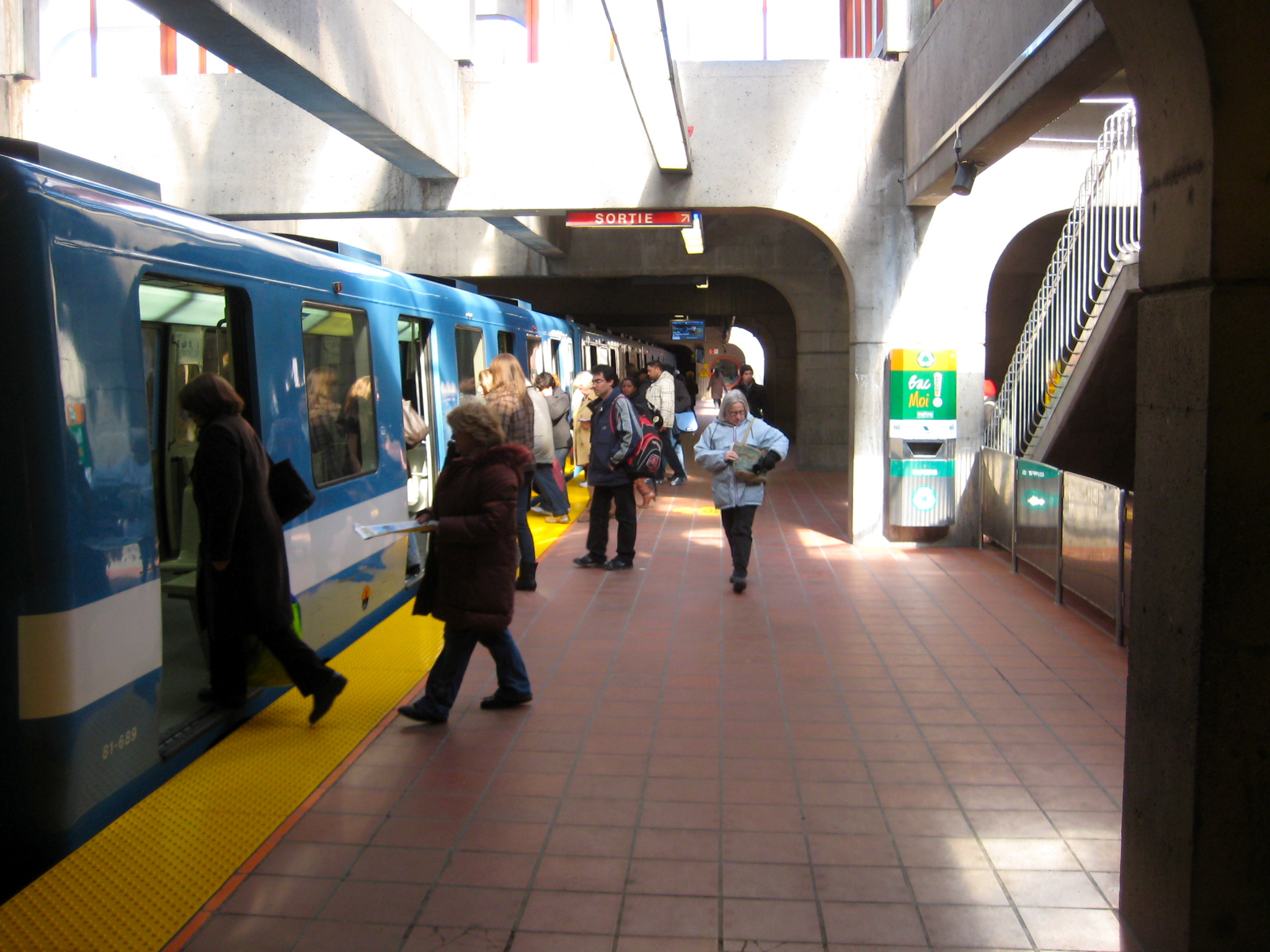
自然光が差し込むアングリニョン駅
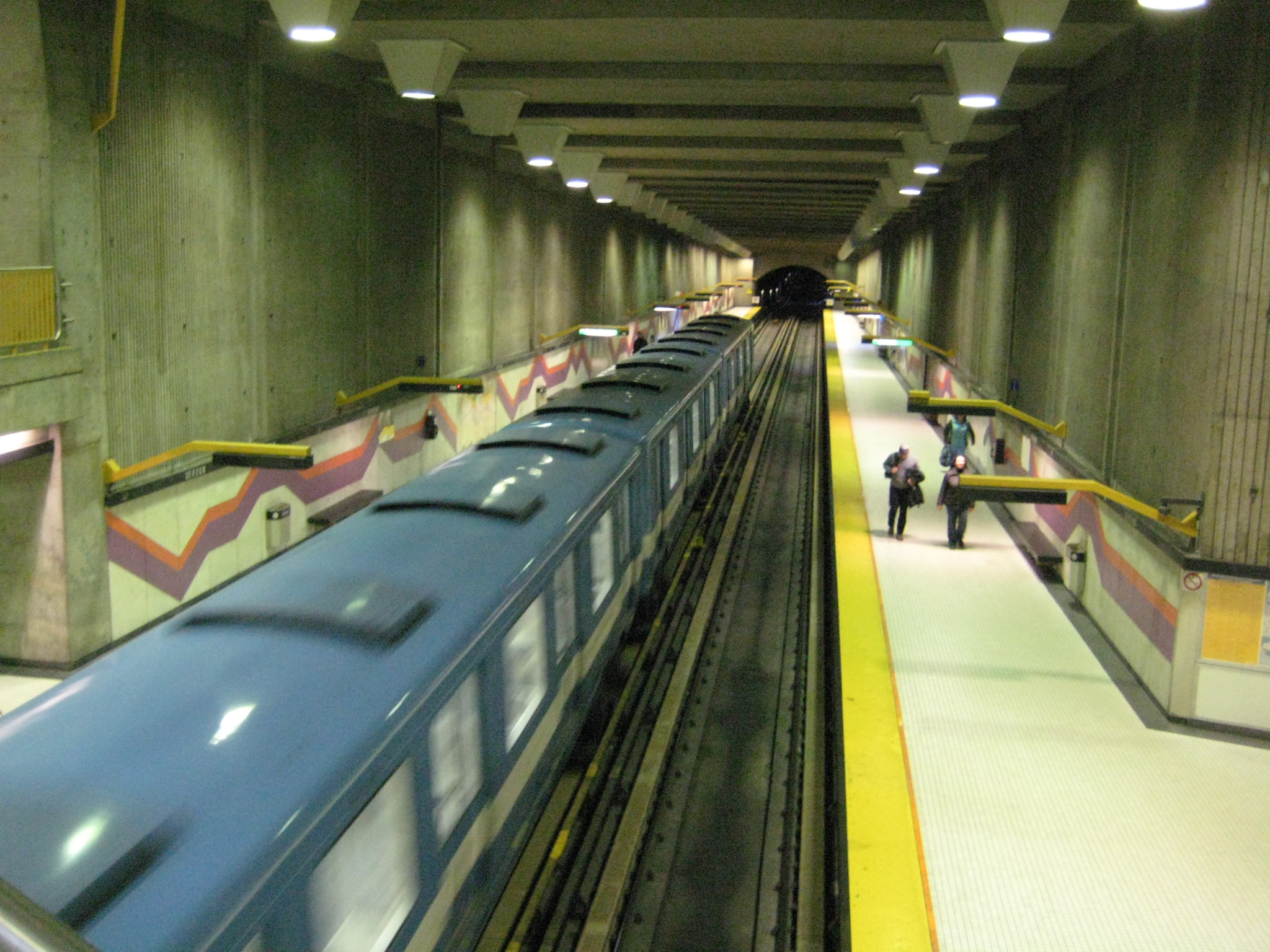
ヴェルダン駅
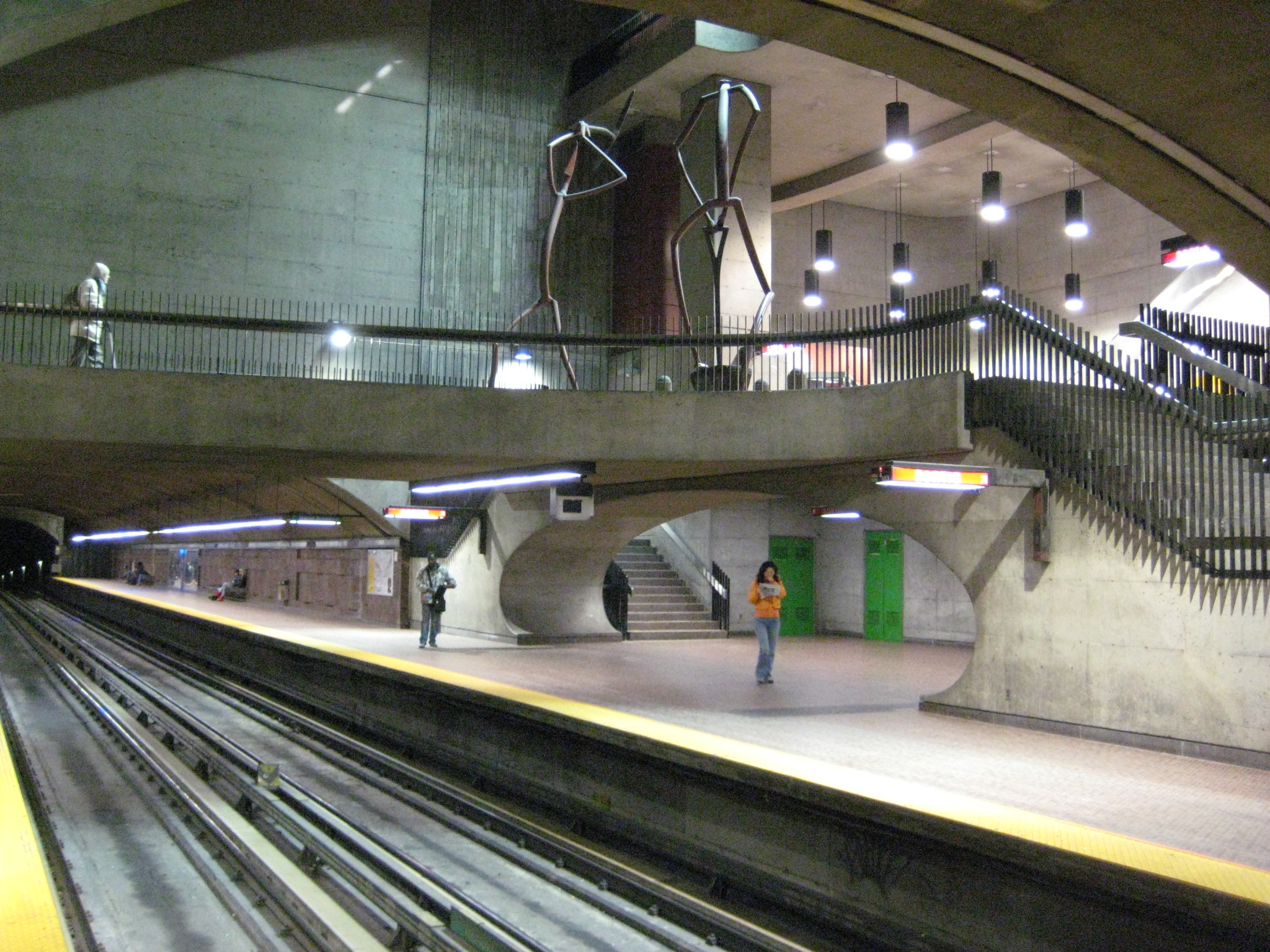
モンク駅
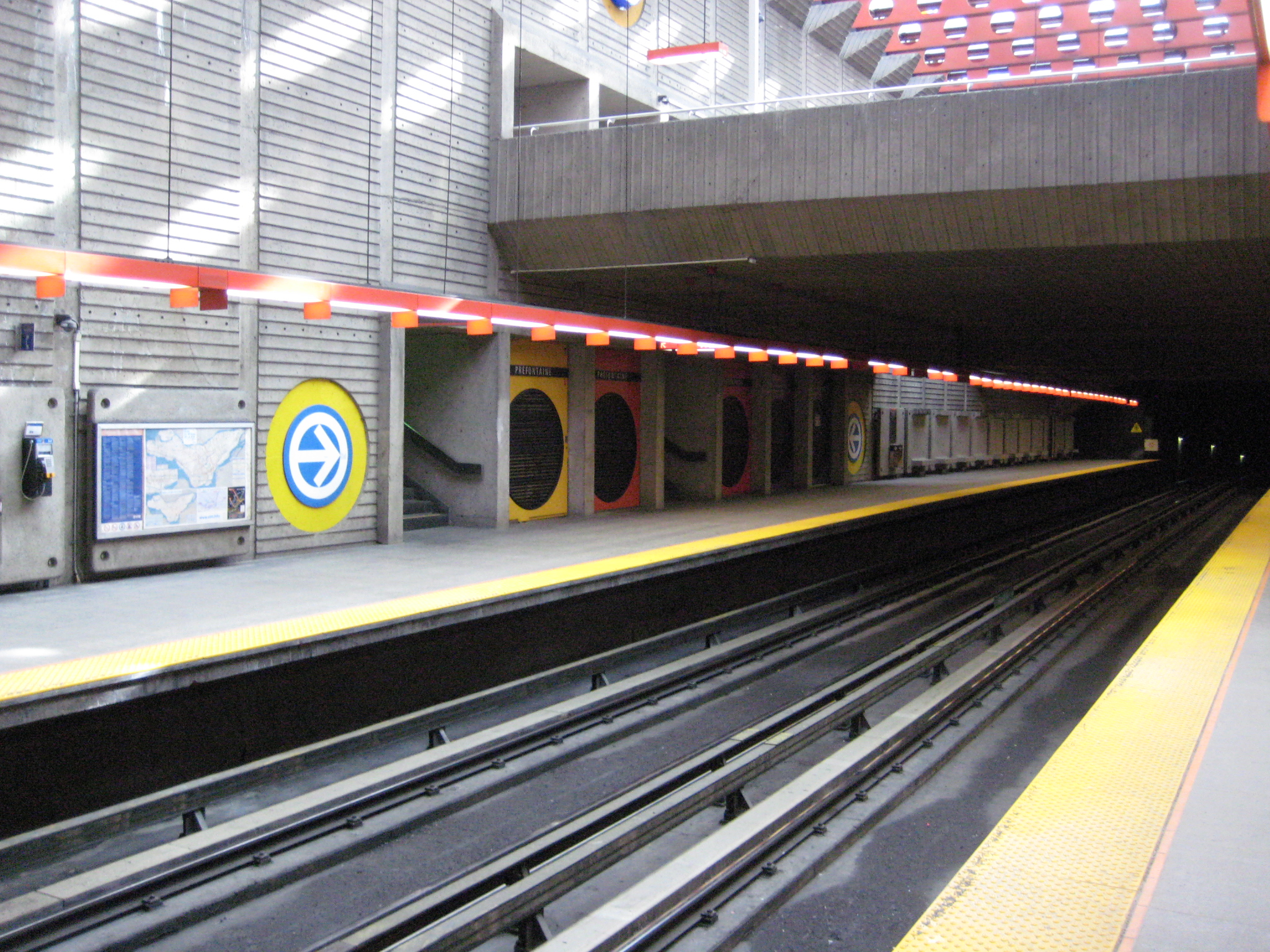
プレフォンテーン駅
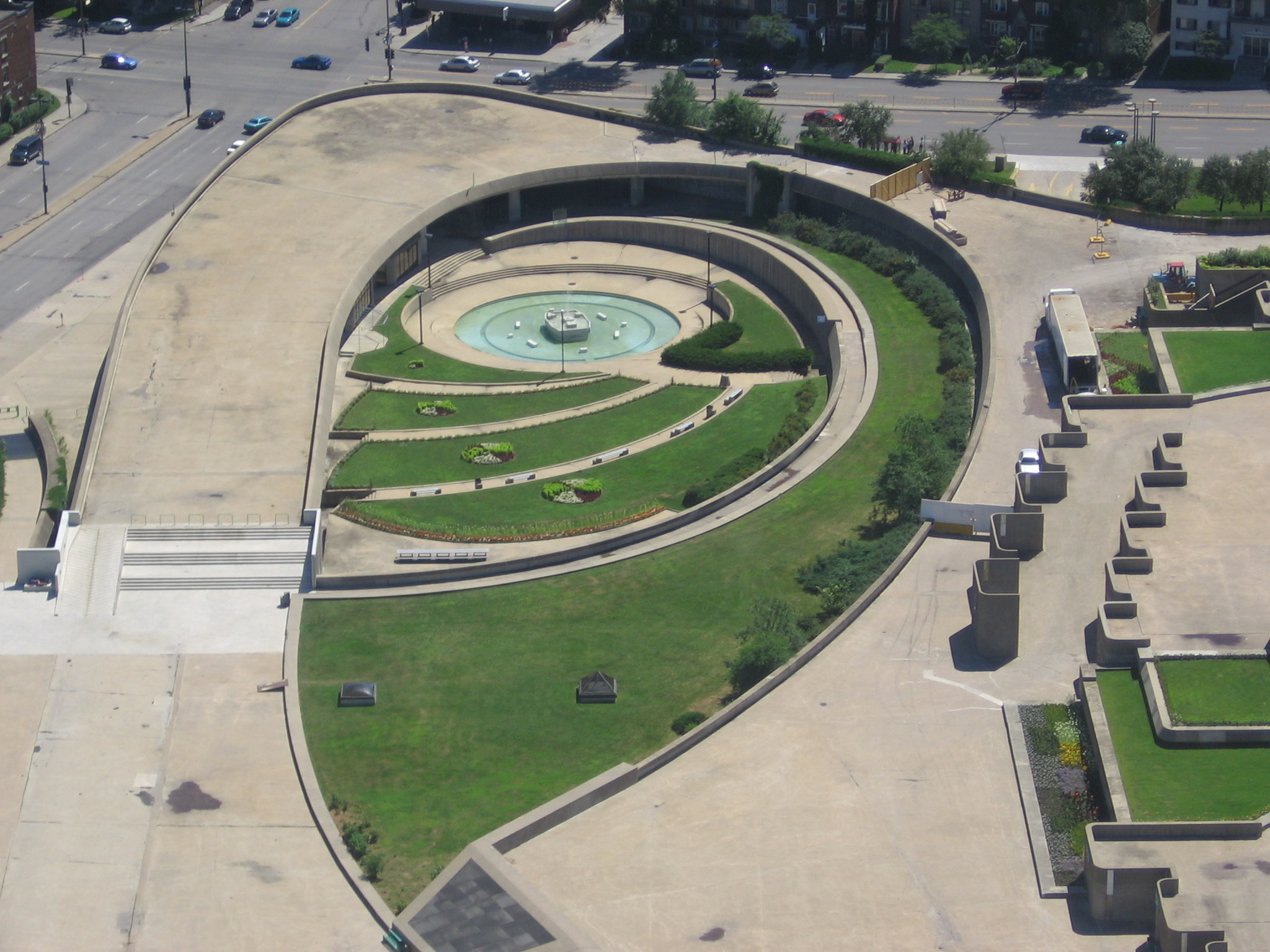
ピーヌフ駅の入口
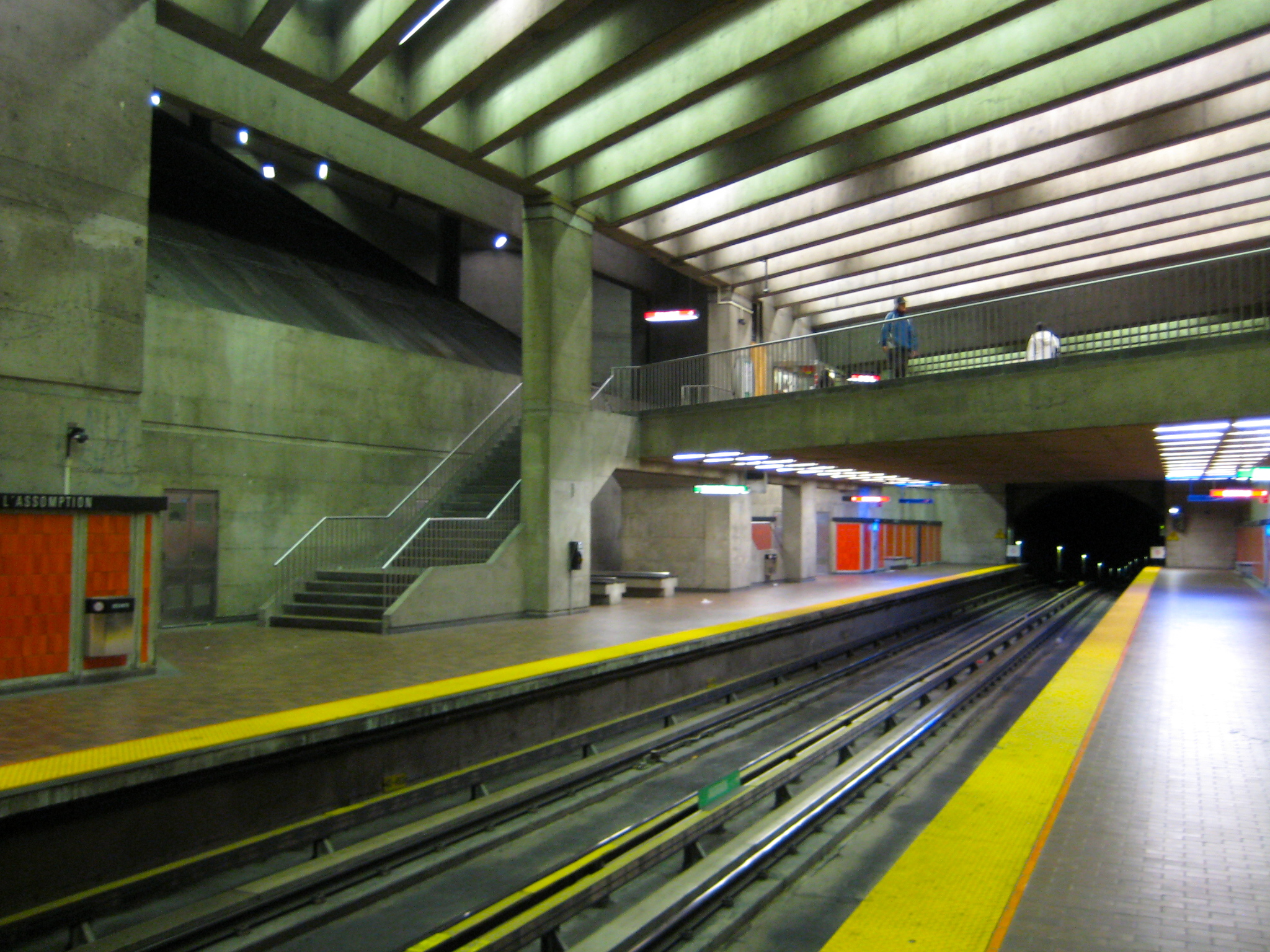
アソンプシオン駅
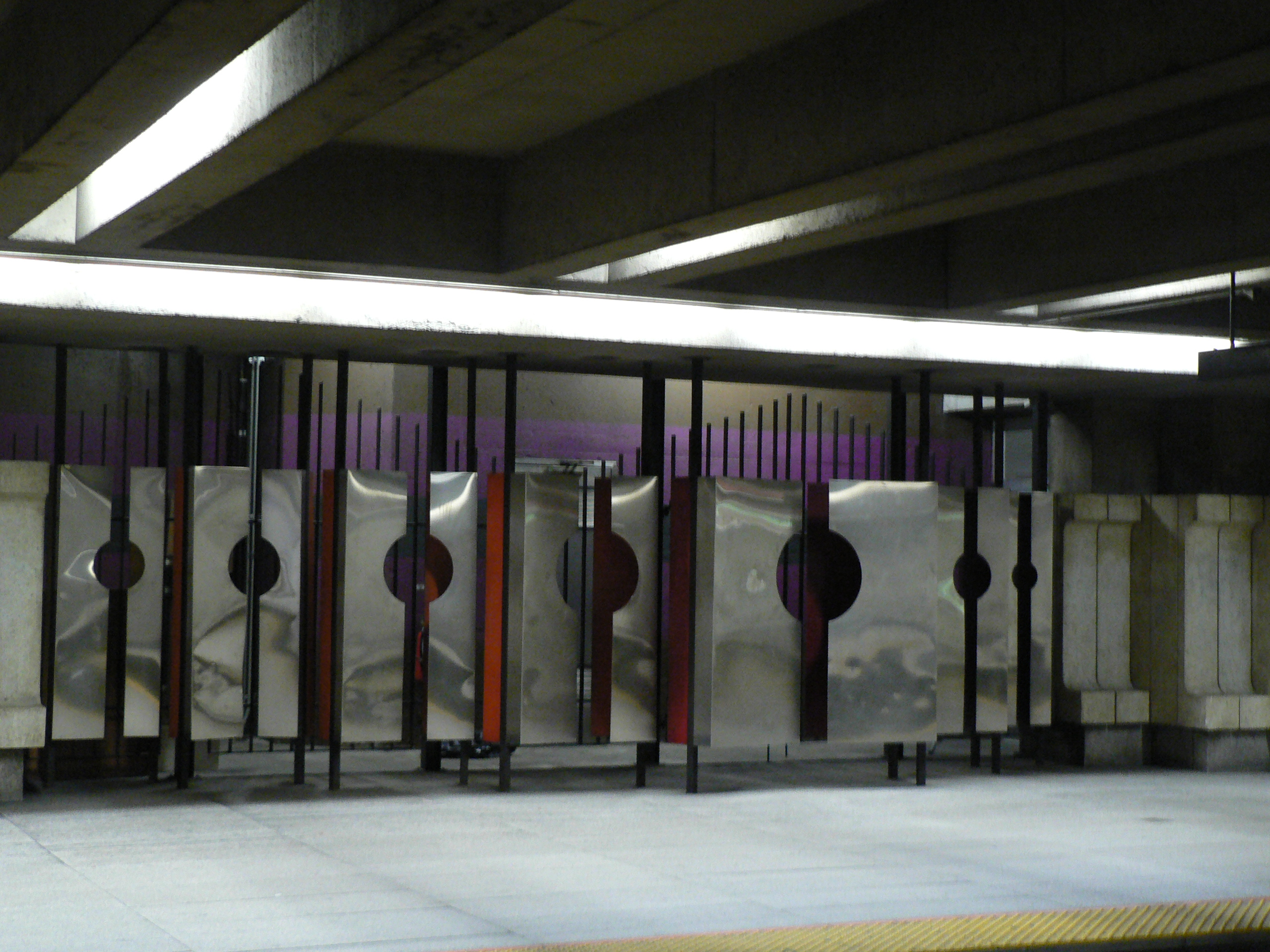
ランジェリエ駅